# Pholcipes
Pholcipes is een monotypisch geslacht van spinnen uit de  familie van de Tetragnathidae (Strekspinnen).

## Soort
- Pholcipes bifurcochelis Schmidt & Krause, 1993